# Дикие скричеры
«Дикие скричеры» (кит. 爆裂飛車) (англ. Screechers Wild) — китайская франшиза (вдохновлённый корейским меха мультфильм «Мекард»), включающая мультсериал в стиле аниме жанра меха и игрушки героев мультсериала. Мультсериал создан в поддержку бренда игрушек, представляющих собой машинки-трансформеры.

## Мультсериал
Впервые мультфильм был показан в Китае 14 марта 2016 года с названием 爆裂飛車 (Opti-Morphs), а спустя 2 года уже под названием Screechers Wild в западных странах: в США — 15 июня 2018 года, Россия — 20 октября 2018 год (Nickelodeon) и январь 2019 года (Карусель). На данный момент состоит из 5 сезонов.

### Сюжет
В основу сюжета легло увлечение персонажей игрой с машинками-трансформерами (скричерами), у каждого из которых уникальные способности и характер. Машинки ловят диски трансформации и обретают облик животных, птиц, насекомых, динозавров и сказочных персонажей.

#### Сезон 1 (爆裂飛車) (2016 год)
Братья Ксандер (13 лет) и Ринго (10 лет) живут в футуристическом Зэфер-сити. Здесь все увлечены скричер-гонками. Победители Скричер-чемпионата становятся настоящими звездами, как, например, Ронан. Ксандер и Ринго хотят учатся за каждый диск — это сила и энергия воина. В этих сражениях скричеры, хоть и ненадолго, но становятся самими собой. Так что скричеры — это оружие войны.
В финале сезона, пройдя через множество испытаний и потерю друга, оказавшись во вневременном пространстве лицом к лицу с главными злодеями, Ксандер и Ринго осознают, что они единственные, кто может спасти мир. В нелегкой схватке силы света побеждают, братья с друзьями возвращаются в обычный мир. Но Тьма и Свет сосуществуют, и нельзя забывать об этом. Следует набирать в свою команду больше сторонников Света и быть готовыми к борьбе. А пока можно снова сыграть в скричер-гонки.

#### Сезон 2 (爆裂飛車2 星能覺醒) (2017 год)
Братья Ксандер и Ринго отправляются во вселенную Эру. В это же время зрители знакомятся с Рошаном, который называет себя властелином Космоса Последний является воином Девы, но ближе к концу сезона Грег переходит на сторону космических воинов. А вот космические воины: Янг — воин Овна, Филипп — Воин Тельца, Сноу и Мун — воины Близнецов, Ринго — воин Рака, Дрейк — Воин Льва, Грег — воин Девы, Джозеф — воин Весов, Лео — воин Скорпиона, Ксандер — воин Стрельца, Джун — воин Козерога, Патрик — воин Водолея, а Принцесса Локин — воин Рыб.

#### Сезон 3 (爆裂飛車3 獸神合體（星能覺醒2）) (2018 год (Часть 1 (Серий 1–26)), 2019 год (Часть 2 (Серий 27–52)))
Братья Ксандер и Ринго из-за работы отца переезжают в Баттл-Сити и получают таинственное послание и отправляются на встречу с незнакомцами. Тем временем, Рошаном он прибыл на Землю и заключил сделку с самым сильным, древним и таинственным скричером, Хантером, который находится в многовековом заточении. Рошан должен сломать древнюю печать с помощью реликвий — энергетических дисков и вернуть Хантеру свободу. В обмен на это Хантер даст Рошану силу, которой хватит для порабощения Вселенной. На поиски энергетических дисков Рошан отправляет помощника, Гектора — великана и укротителя древних скричеров. Ксандер и Ринго знакомятся с профессором Уилбуром и его дочерью Зои. Уилбур ищет разгадку древней суперцивилизации скричеров. Чтобы разбудить древних скричеров и остановить Рошана, доктор Уилбур должен был найти стражей. Ими оказались Ксандер и Ринго. С каждой серией команда профессора Уилбура открывает новые древние города, разгадывает тайны старинных реликвий и собирает команду древних скричеров для главного боя. На пути им встречаются новые загадки, Йента — принцесса из прошлого и новые соперники — безжалостный амбициозный Панса и загадочный гениальный Зонада. В финале злые силы сталкиваются между собой, а Стражи самоотверженно сдерживают их натиск. Хантер поражен их героизмом и смелостью и обещает вернуться через тысячу лет и разрушить мир, если не найдется людей, похожих на команду Стражей.

#### Сезон 4 (爆裂飛車4 獸神出擊) (2021 год)
Прошло уже 1 года с момента финальной битвы с Димеором. Когда во время землетрясения посреди Баттл-Сити возникает. Ринго (11 лет) чуть не погибает, но Ксандер (14 лет) спасает его с помощью своего нового скричера — Эйрстрайк Игла, которого ему дал Джансен — посланник энергии. В это время в Санлайт-Сити возникает новый энергетический кризис. Чуть позже Джансен просит помочь ему победить Абадона. Чуть позже набирается команда Стражей Земли: Ксандер, Ринго, Яши, Джента, Арло, Ланда, Джансен и их скричеры. Они одерживают победу, но в одной из серий Джансен погибает. В последней серии Ксандера подзывает голос, который очень похож на голос Джансена.

#### Сезон 5 (爆裂飛車5 晶碼迷蹤) (2024 год (Часть 1 (Серий 1–30)), 2025 год (Часть 2 (Серий 31–60)))
Прошло уже 2 года с момента финальной битвы с Абаддон. Ксандер (16 лет), когда-то был сильнейшим скричер-гонщиком, но теперь его репутация испорчена. Ринго (12 лет) решает исправить ситуацию и тайно участвует в гонке в Сайберсити под именем брата, пока сам Ксандер отказывается возвращаться в метавселенную. Однако судьба готовит для них неожиданный поворот: герои получают таинственную посылку, внутри которой находятся Скричеры Геллер и Хэллшторм, а также впечатляющая новая экипировка. Братья обнаруживают, что кто-то выдает себя за Ксандера и обманывает участников гонок в Сайберсити. Смогут ли Ксандер и Ринго выяснить, кто этот самозванец, чтобы восстановить честь Ксандера и спасти пользователей Сайберсити от опасности?

## Список серий

### Сезон 1 (爆裂飛車) (2016 год)
1. Мой первый скричер (爆裂出擊!) (Производство анимации: Qianqi Animation)
2. Друг в беде (流浪飛車) (Производство анимации: Qianqi Animation)
3. Новое испытание (爭奪覺醒晶片) (Производство анимации: Qianqi Animation)
4. Это ловушка! (安雅的陷阱) (Производство анимации: Charm Animation)
5. В саду воров и насекомых (尋找爆雷鋼甲) (Производство анимации: Charm Animation)
6. Забудь и вспомни (失憶風波) (Производство анимации: Qianqi Animation)
7. Ронан наносит первый удар (黑暗中的對手) (Производство анимации: Charm Animation)
8. Трасса в Лаве (火熱的特訓) (Производство анимации: Charm Animation)
9. Не обезьянничать! (徒弟的復仇) (Производство анимации: Charm Animation)
10. Школа начинается (爆裂老師) (Производство анимации: Qianqi Animation)
11. Гонщик на подъеме (進攻挑戰賽) (Производство анимации: Qianqi Animation)
12. Новая команда (新的同伴) (Производство анимации: Qianqi Animation)
13. Воспоминания (過去的記憶) (Производство анимации: Qianqi Animation)
14. Семья Богомола (功夫高手武澤) (Производство анимации: Charm Animation)
15. Еда подвела (兄弟登場) (Производство анимации: Qianqi Animation)
16. Пропавшие скричеры (失蹤的搭檔) (Производство анимации: Qianqi Animation)
17. Полировка (默契大作戰) (Производство анимации: Qianqi Animation)
18. Прогулка по магазинам (擎鋒上當了) (Производство анимации: Qianqi Animation)
19. Пропавшая трансформация (驚嚇大作戰) (Производство анимации: Charm Animation)
20. Скричеры в космосе (宇宙大冒險) (Производство анимации: Charm Animation)
21. Гонщик без команды (粉紅兵團來襲) (Производство анимации: Charm Animation)
22. Оглушительное поражение (劍山上的激鬥) (Производство анимации: Charm Animation)
23. Удар электротоком! (超能力者武澤) (Производство анимации: Qianqi Animation)
24. Инопланетные гости (天外來客) (Производство анимации: Qianqi Animation)
25. Ковбой из Зэфер-сити (高手的對決) (Производство анимации: Charm Animation)
26. Судьбоносная встреча (最後的挑戰賽) (Производство анимации: Qianqi Animation)
27. Курортники (前往神秘之地) (Производство анимации: Qianqi Animation)
28. Чемпионат начинается! (大賽開始) (Производство анимации: Qianqi Animation)
29. Не имей сто друзей! (黑色晶片) (Производство анимации: Qianqi Animation)
30. Что такое дружба? (雙人對戰) (Производство анимации: Qianqi Animation)
31. Подснежники (開心是什麼?) (Производство анимации: Qianqi Animation)
32. Кислотные гонки (再遇凱颯) (Производство анимации: Qianqi Animation)
33. Метаморфозы (黑暗蔓延) (Производство анимации: Qianqi Animation)
34. Неведомая сила (黑暗戰士) (Производство анимации: Charm Animation)
35. Любимец публики (人氣大作戰) (Производство анимации: Charm Animation)
36. Безумство храбрых (光明力量覺醒) (Производство анимации: Qianqi Animation)
37. Гонки это не игрушки! (危機爆發) (Производство анимации: Charm Animation)
38. Царь Тьмы (光明使者) (Производство анимации: Qianqi Animation)
39. Восстань и воссияй! (尋找希望) (Производство анимации: Qianqi Animation)
40. Коренной перелом (最終決戰) (Производство анимации: Qianqi Animation)

### Сезон 2 (爆裂飛車2 星能覺醒) (2017 год)
1. Путешествие в космос (開啟宇宙旅程) (Производство анимации: Charm Animation)
2. Приключение на Красном Азимуте (赤角星的冒險) (Производство анимации: Charm Animation)
3. Пробуждение Овна (白羊戰土覺醒) (Производство анимации: Charm Animation)
4. Громовая буря (轟鳴的雷澤星) (Производство анимации: Charm Animation)
5. Клятва Скорпиона (天蠍的誓言) (Производство анимации: Charm Animation)
6. Воин предатель (背叛的戰士) (Производство анимации: Zhenyi Culture)
7. Истинное лицо Джозэфа (逐峰的真偽) (Производство анимации: Zhenyi Culture)
8. Битва во имя защиты (為守護而戰) (Производство анимации: Charm Animation)
9. Ссора Близнецов (分裂的雙子) (Производство анимации: Charm Animation)
10. Исцеляющий ветер (奇蹟之風) (Производство анимации: Charm Animation)
11. Приключение в джунглях (叢林冒險) (Производство анимации: Charm Animation)
12. Планета синего пламени (藍焰行星) (Производство анимации: Charm Animation)
13. Конец старой дружбе (消失的友情) (Производство анимации: Charm Animation)
14. Угасающая звезда (消逝的星光) (Производство анимации: Charm Animation)
15. Большой побег (逃脫大作站) (Производство анимации: Charm Animation)
16. Данное обещание (意志的繼承) (Производство анимации: Zhenyi Culture)
17. Возрождение Стрельца (奮起的射手) (Производство анимации: Charm Animation)
18. Хладнокровная гонка (熱血賽車) (Производство анимации: Charm Animation)
19. Снежная битва! (冰雪作戰) (Производство анимации: Zhenyi Culture)
20. Обещание защищать вселенную (守護的決心) (Производство анимации: Zhenyi Culture)
21. Отсчет до последней битвы (決戰的倒計時) (Производство анимации: Zhenyi Culture)
22. Последний воин (最後的戰士) (Производство анимации: Charm Animation)
23. Возвращение памяти (記憶甦醒) (Производство анимации: Charm Animation)
24. Возрождение Рошана (羅煞復活) (Производство анимации: Charm Animation)
25. Сила созвездий (粉碎的星座力量) (Производство анимации: Zhenyi Culture)
26. Финальная битва (決戰主星) (Производство анимации: Charm Animation)

### Сезон 3 (爆裂飛車3 獸神合體（星能覺醒2）) (2018 год (Часть 1 (Серий 1–26)), 2019 год (Часть 2 (Серий 27–52)))
1. Пламя войны разгорается вновь (戰火重燃) (Производство анимации: Charm Animation)
2. Идеальные напарники (默契的夥伴) (Производство анимации: Charm Animation)
3. Появление нового союзника (新夥伴出現) (Производство анимации: Hong Ying Animation)
4. Таинственный старец (神秘老人) (Производство анимации: Hong Ying Animation)
5. Ловушка (誤入陷阱) (Производство анимации: Charm Animation)
6. В древние времена (來自遠古) (Производство анимации: Charm Animation)
7. Говорящая сумка (會說話的挎包) (Производство анимации: Sun Animation)
8. Яростная тройная атака! (可怕的三連擊!) (Производство анимации: Sun Animation)
9. Совместная атака! (聯合大作戰) (Производство анимации: Charm Animation)
10. Это всё из-за пирожков! (都是肉包惹的禍!) (Производство анимации: Charm Animation)
11. Летающие диски (會飛的晶片) (Производство анимации: Hong Ying Animation)
12. Исследование лабиринта (迷宮對決!) (Производство анимации: Hong Ying Animation)
13. Ловушка Зонады (張昭的陷阱) (Производство анимации: Hong Ying Animation)
14. Путешествие к центру Земли (探險地底世界) (Производство анимации: Charm Animation)
15. Отступление (逃離大作戰) (Производство анимации: Charm Animation)
16. Пробуждение (再度覺醒) (Производство анимации: Sun Animation)
17. Враг наступает! (敵人入侵) (Производство анимации: Sun Animation)
18. Поющие сундуки (唱歌的箱子) (Производство анимации: Charm Animation)
19. Провальная операция (失敗的冒險) (Производство анимации: Charm Animation)
20. Секрет Роялиса (御星神的秘密) (Производство анимации: Sun Animation)
21. Скричер приключение (爆裂大冒險) (Производство анимации: Charm Animation)
22. Исчезающий Зонада (消失的張昭) (Производство анимации: Charm Animation)
23. Поражение Роялиса (御星神的危機) (Производство анимации: Sun Animation)
24. Наступление темноты (黑暗降臨) (Производство анимации: Sun Animation)
25. Устрашающий Хантер (可怕的獵天魄) (Производство анимации: Hong Ying Animation)
26. Решающая битва (最終決戰) (Производство анимации: Hong Ying Animation)
27. Потомки древних (遠古後裔) (Производство анимации: Charm Animation)
28. Старый враг (重遇舊敵) (Производство анимации: Sun Animation)
29. Телепортация (傳送遊戲) (Производство анимации: Charm Animation)
30. Привет, Роялис! (再見御星神) (Производство анимации: Sun Animation)
31. Соперник для Ринго (擎鋒的勁敵) (Производство анимации: Sun Animation)
32. Чужой напарник (錯認搭檔) (Производство анимации: Charm Animation)
33. Дружелюбный напарник (活力搭檔) (Производство анимации: Charm Animation)
34. Ловушка Хейдса (誤入陷阱) (Производство анимации: Charm Animation)
35. Единство близнецов (雙子飛車合體!) (Производство анимации: Charm Animation)
36. Зубная боль (牙疼風波) (Производство анимации: Charm Animation)
37. Избежать поражения! (反敗為勝!) (Производство анимации: Sun Animation)
38. Настоящие братья (合拍兄弟) (Производство анимации: Charm Animation)
39. Возвращение (捲土重來) (Производство анимации: Charm Animation)
40. Сердце мстителя (復仇之心) (Производство анимации: Sun Animation)
41. Путешествие во времени (穿越時空) (Производство анимации: Sun Animation)
42. Назад в прошлое (回到過去) (Производство анимации: Sun Animation)
43. Друг познаётся в беде (臨時搭檔) (Производство анимации: Charm Animation)
44. Загадка ключа (神秘鑰匙) (Производство анимации: Charm Animation)
45. Вернуть Йенту (奪回葉嵐) (Производство анимации: Charm Animation)
46. Безумие Эмбера (暴走的餘燼) (Производство анимации: Charm Animation)
47. Миссия Стража (守護者的使命) (Производство анимации: Charm Animation)
48. Последний энергетический диск (最後的晶片) (Производство анимации: Sun Animation)
49. Пробуждение Димора (帝隕甦醒) (Производство анимации: Charm Animation)
50. Бесконечный бой (奮戰不休) (Производство анимации: Sun Animation)
51. Прощай, Хантер (再見獵天魄) (Производство анимации: Charm Animation)
52. Защищая будущее (守護未來) (Производство анимации: Charm Animation)

### Сезон 4 (爆裂飛車4 獸神出擊) (2021 год)
1. Кризис в городе! Добро пожаловать в команду (城市危機!加入戰隊)
2. Новая подруга (新夥伴的加入)
3. Жестокость Абаддона! Обманутый юноша (赤魔之怒!被欺騙的少年)
4. Взросление Яши (亞希的成長)
5. Новая встреча со странным доктором (再遇!奇怪博士)
6. Теория заговора (能源公司的陰謀)
7. Молния, пробуждающая память (閃電突襲!喚醒失憶飛車)
8. Суперудар Санблейз Стаг! (晴陽鹿的超強必殺技!)
9. Пробуждение Вайлдфаер Лайна (沙漠火獅的強勢甦醒)
10. Медведь просыпается, когда щепки летят (荒漠森林中的惡熊)
11. Все тайное становится явным! Воссоединение семьи (揭露真相!兄妹中的對決)
12. Спасательная операция (拯救行動!核礦山的塌陷)
13. Неожиданные противники (意想不到的強敵)
14. Успешная модернизация! Появление минискричеров (超強升級!恐龍戰車進化)
15. Координаты Храма Земли (大地神殿!坐標開啟)
16. Большое сражение (闖關大比拼)
17. Месть (背叛者的怒火)
18. Тёмная правда (揭開的黑暗真相)
19. Земля под ударом Темной энергии (融合!邪暗之源降世)
20. Командная работа! Побег из Храма (神殿!夥伴的肩膀)
21. Последний бой Джансена (展森的最後囑託)
22. Последний луч света (黎明前的曙光)
23. Перезарядка (充能!赤魔來襲)
24. Отвлекающий маневр (開始吧!終極戰鬥)
25. Двенадцать скричеров снова вместе (十二飛車終團聚)
26. Решающий баттл (結束吧!終極必殺技)

### Сезон 5 (爆裂飛車5 晶碼迷蹤) (2024 год (Часть 1 (Серий 1–30)), 2025 год (Часть 2 (Серий 31–60)))
1. Фальшивый Ксандер (真假飛倫)
2. Катастрофа в Сайберсити (末日危機)
3. Облачный ковчег (雲端方舟)
4. Истина и ложь (陰謀與真相)
5. Загадочная девушка (神秘少女)
6. Слухи и правда (謠言真相)
7. Хватайка (扭蛋娃娃機)
8. Переполох в районе Бэкенд (黑市危機)
9. Путь капитана (隊長之路)
10. Загадочная Шан (神秘希薩)
11. Продажи в прямом эфире (三無直播間)
12. Великий комик (「喜劇」大師)
13. Работа для скричеров (飛車打工記)
14. Плащ-невидимка (隱身鬥篷)
15. Нашествие рекламы (廣告災難)
16. Таинственный сигнал (神秘信號)
17. Первая встреча (初次見面)
18. Пропавшие герои (飛車大將)
19. Сюрприз от друзей (朋友的驚喜)
20. Тайна Серой Зоны (灰域之謎)
21. Остров Загадок (勇闖魔尺島)
22. Человек в маске (面具神秘人)
23. Вспомнить прошлое (回憶往事)
24. Второе послание (第二枚彩蛋)
25. Подсказки Кэтрин (凌琳的線索)
26. Опасная игра (瘋狂棋局戰)
27. Спасти Зору (解救凌琳)
28. Конец Серой Зоны (灰域終點)
29. Непредвиденные обстоятельства (意料之外)
30. Кризис (危機大逆轉)

## Бренд игрушек
Производитель — Alpha Group/Auldey Toys (Китай). Официальный дистрибьютор в России с 2018 года — ООО «Росмэн».

### Механика игры
Машинка приводится в движение простым толчком (без электронного управления), наезжает на один или несколько диски и «ловит» его (их) фронтальной частью, после чего срабатывает механизм трансформации: игрушка переворачивается в воздухе и меняет внешний вид. В первоначальное состояние игрушка возвращается с помощью ручной сборки. Машинки обретают облик животных, птиц, насекомых, динозавров и сказочных персонажей.

### Список скричерами

#### Сезон 1 (爆裂飛車) (2016 год)
- No.01 "Джейхок (風暴獵鷹) (Jayhawk)" (Режим робота: Ястреб) (Пол: Мужской) (Линия: Level 1 (疾速)) (Стихия: Ветер (風)) (Диски (晶片): 1) (Партнер: Ксандер (飛倫) (Xander) (Главный герой)) (Дебют: Серий 1)
- No.02 "Ревадактиль (爆旋飛龍) (Revadactyl)" (Режим робота: Птеродактиль) (Пол: Мужской) (Линия: Level 1 (疾速)) (Стихия: Огонь (火)) (Диски (晶片): 1) (Партнер: Ринго (擎鋒) (Ringo) (Главный герой)) (Дебют: Серий 2)
- No.03 "Стингшифт (魔蠍霸王) (Stingshift)" (Режим робота: Скорпион) (Пол: Мужской) (Линия: Level 1 (疾速)) (Стихия: Гром (雷)) (Диски (晶片): 1) (Партнер: Влад (狂虎) (Vlad) (Злодей)) (Дебют: Серий 1)
- No.04 "Найтвивер (煉獄鋼爪) (Nightweaver)" (Режим робота: Паук) (Пол: Женский) (Линия: Level 1 (疾速)) (Стихия: Лёд (冰)) (Диски (晶片): 1) (Партнер: Тамала (赤珠) (Tamala) (Злодей)) (Дебют: Серий 2)
- No.05 "Найтбайт (超音戰蝠) (Nitebite)" (Режим робота: Летучие мышь) (Пол: Мужской) (Линия: Level 1 (疾速)) (Стихия: Лёд (冰)) (Диски (晶片): 1) (Партнер: Ронан (凱颯) (Ronan) (Злодей)) (Дебют: Серий 7)
- No.06 "Спаркбаг (爆雷鋼甲) (Sparkbug)" (Режим робота: Жук-носорог) (Пол: Мужской) (Линия: Level 1 (疾速)) (Стихия: Гром (雷)) (Диски (晶片): 1) (Партнер: Ноа (雷諾) (Noah) (Союзник)) (Дебют: Серий 4)
- No.07 "Рэттлкэт (絕地雄獅) (Rattlecat)" (Режим робота: Смилодон) (Пол: Мужской) (Линия: Level 2 (強襲)) (Стихия: Лёд (冰)) (Диски (晶片): 1) (Партнер: Ксандер (飛倫) (Xander) (Главный герой)) (Дебют: Серий 11)
- No.08 "Ти-Реккер (轟天爆龍) (T-Wrekker)" (Режим робота: Тираннозавр) (Пол: Мужской) (Линия: Level 2 (強襲)) (Стихия: Гром (雷)) (Диски (晶片): 1) (Партнер: Ринго (擎鋒) (Ringo) (Главный герой)) (Дебют: Серий 11)
- No.09 "Манкиренч (金剛冥猩) (Monkeywrench)" (Режим робота: Горилла) (Пол: Мужской) (Линия: Level 2 (強襲)) (Стихия: Огонь (火)) (Диски (晶片): 1) (Партнер: Сплив (龍鬥) (Spleeve) (Злодей)) (Дебют: Серий 8)
- No.10 "Гейткрипер (叢林潛伏者) (Gatecreeper)" (Режим робота: Богомол) (Пол: Мужской) (Линия: Level 2 (強襲)) (Стихия: Ветер (風)) (Диски (晶片): 1) (Партнер: Алекс (武澤) (Alex) (Союзник)) (Дебют: Серий 11)
- No.11 "Крокшок (深淵巨鱷) (CrocShock)" (Режим робота: Крокодил) (Пол: Мужской) (Линия: Level 2 (強襲)) (Стихия: Ветер (風)) (Диски (晶片): 1) (Партнер: Нил (尼宇) (Neo) (Союзник)) (Дебют: Серий 15)
- No.12 "Спайкстрип (烈破炎龍) (Spikestruck)" (Режим робота: Стегозавр) (Пол: Мужской) (Линия: Level 2 (強襲)) (Стихия: Огонь (火)) (Диски (晶片): 1) (Партнер: Найджел (尼震) (Nigel) (брат Нил) (Союзник)) (Дебют: Серий 15)
- No.13 "Смоки (鋼爪戰熊) (Smokey)" (Режим робота: Медвежь) (Пол: Мужской) (Линия: Level 3 (狙擊)) (Стихия: Гром (雷)) (Диски (晶片): 1) (Партнер: Сейда (澤塔) (Zeta) (Союзник) (Умирает в Серии 40)) (Дебют: Серий 1)
- No.14 "Пирозавр (翡翠石龍) (Pyrosaur)" (Режим робота: Трицератопс) (Пол: Мужской) (Линия: Level 3 (狙擊)) (Стихия: Лёд (冰)) (Диски (晶片): 1) (Партнер: Ноа (雷諾) (Noah) (Союзник)) (Дебют: Серий 26)
- No.15 "Ви-Бон (烈火狂牛) (V-Bone)" (Режим робота: Бык) (Пол: Мужской) (Линия: Level 3 (狙擊)) (Стихия: Огонь (火)) (Диски (晶片): 1) (Партнер: Бивак (馬赫) (Bivouac) (Союзник)) (Дебют: Серий 1)
- No.16 "Найтвижн (裂空飛馬) (Knightvision)" (Режим робота: Пегас) (Пол: Мужской) (Линия: Level 3 (狙擊)) (Стихия: Ветер (風)) (Диски (晶片): 1) (Партнер: Энн (安雅) (Ann) (Никне́йм: Королева-Роза (赫粉紅護士) (Queen Pink)) (Союзник)) (Дебют: Серий 3)
- No.17 "Филдтайгер (噬魂戰虎) (Fieldtiger)" (Режим робота: Тигр) (Пол: Мужской) (Линия: Level 4 (激走)) (Стихия: Лёд (冰)) (Диски (晶片): 1) (Партнер: Ронан (凱颯) (Ronan) (Злодей)) (Дебют: Серий 33) (Умирает в Серий 40)
- Эльфезер (妖冥雷羽) (Ellefeather) (Режим робота: Сокол) (Пол: Женский (Мужской в оригинальной китайской версии)) (Линия: Level 4 (激走)) (Стихия: Гром (雷)) (Диски (晶片): 1) (Партнер: Снежинка (白晶) (Snowygirl) (Злодей)) (Дебют: Серий 28) (В качестве игрушки никогда не выпускался)
- Огненный Питон (真紅巨蟒) (Flaming Python) (Режим робота: 3-х головая Змеи) (Пол: Мужской) (Линия: Level 4 (激走)) (Стихия: Огонь (火)) (Диски (晶片): 1) (Партнер: Чёрная Блэр (黑曜) (Dark Blair) (Злодей)) (Дебют: Серий 30) (В качестве игрушки никогда не выпускался)
- Скричер Тьмы (魔幻破壞神) (Great Screecher of Darkness) (Финальный Босс) (Мобильная крепость) (Стихия: Тьмы (黑暗)) (Диски не нужен) (Партнер: Доктор Одис (傲咨博士) (Dr. Odis) (Злодей) (Умирает в Серий 40)) (Дебют: Серий 38) (Уничтожено в Серий 40) (В качестве игрушки никогда не выпускался)
- Скричер Свет (爆裂機動王) (Screecher of Light) (Мобильная крепость) (Стихия: Свет (光明)) (Диски не нужен) (Партнер: Ксандер и Ринго (飛倫&擎鋒) (Xander & Ringo) (Главный герой)) (Дебют: Серий 39) (В качестве игрушки никогда не выпускался)

#### Сезон 2 (爆裂飛車2 星能覺醒) (2017 год)
- No.20 "Сторм Найт (風暴聖騎) (Storm Knight)" (Режим робота: Воин) (Пол: Мужской) (Линия: Level 1 (新疾速)) (Стихия: Ветер (風)) (Созвездие: Южный Крест) (Диски (晶片): 1) (Партнер: Ксандер (飛倫) (Xander) (Главный герой)) (Дебют: Серий 1) (Умирает в Серий 25)
- No.21 "Спиралинг Хантер (爆旋獵兵) (Spiralling Hunter)" (Режим робота: Воин) (Пол: Мужской) (Линия: Level 1 (新疾速)) (Стихия: Огонь (火)) (Созвездие: Большой Ковш) (Диски (晶片): 1) (Партнер: Ринго (擎鋒) (Ringo) (Главный герой)) (Дебют: Серий 1) (Умирает в Серий 25)
- No.22 "Роки Вульф (怒岩魔狼) (Rocky Wolf)" (Режим робота: Волк) (Пол: Мужской) (Линия: Level 1 (新疾速)) (Стихия: Земля (土)) (Созвездие: Волк) (Диски (晶片): 1) (Партнер: Рудольф (零梟) (Rudolf) (Злодей)) (Дебют: Серий 3)
- No.23 "Крэйзи Феникс (漩渦邪凰) (Crazy Phoenix)" (Режим робота: Феникс) (Пол: Мужской) (Линия: Level 1 (新疾速)) (Стихия: Вода (水)) (Созвездие: Феникс) (Диски (晶片): 1) (Партнер: Уилл (夜羽) (Will) (Злодей)) (Дебют: Серий 1)
- No.24 "Даски Антилоп (赤角火羚) (Dusky Antelope)" (Режим робота: Баран) (Пол: Мужской) (Линия: Level 2 (決鬥)) (Стихия: Огонь (火) и Земля (土)) (Созвездие: Овен) (Диски (晶片): 2) (Партнер: Янг (陽烈) (Yang) (Союзник)) (Дебют: Серий 3)
- No.25 "Кинг Скорпион (激流帝蠍) (King Scorpion)" (Режим робота: Скорпион) (Пол: Мужской) (Линия: Level 2 (決鬥)) (Стихия: Вода (水)) (Созвездие: Скорпион) (Диски (晶片): 2) (Партнер: Лео (易霖) (Leo) (Союзник)) (Дебют: Серий 4)
- No.26 "Стил Дрэгон (鋼翼戰龍) (Steel Dragon)" (Режим робота: 2-х головая Дракон) (Пол: Мужской) (Линия: Level 2 (決鬥)) (Стихия: Ветер (風)) (Созвездие: Весы) (Диски (晶片): 2) (Партнер: Джозеф (逐峰) (Joseph) (Злодей)) (Дебют: Серий 6)
- No.27 "Фэнтэзи Джэмини (夢幻雙星) (Fantasy Gemini)" (Режим робота: 2-х головая Грифон) (Пол: Женский) (Линия: Level 2 (決鬥)) (Стихия: Ветер (風)) (Созвездие: Близнецы) (Диски (晶片): 2) (Партнер: Сноу и Мун (映雪&映月) (Snow & Moon) (Союзник)) (Дебют: Серий 9)
- No.28 "Флэйминг Лайон (烈焰狂獅) (Flaming Lion)" (Режим робота: Лев) (Пол: Мужской) (Линия: Level 2 (決鬥)) (Стихия: Огонь (火)) (Созвездие: Лев) (Диски (晶片): 2) (Партнер: Дрейк (熾勇) (Drake) (Союзник)) (Дебют: Серий 12)
- No.29 "Эcэрлордс (蒼穹爆王) (Esserlords)" (Режим робота: Крылатым Кентавр Рыцарь) (Пол: Мужской) (Линия: Level 3 (爆擊)) (Стихия: Ветер (風) и Огонь (火)) (Созвездие: Стрелец) (Диски (晶片): 3) (Партнер: Ксандер (飛倫) (Xander) (Главный герой)) (Дебют: Серий 17)
- No.30 "Хэви Армор (重裝鎧王) (Heavy Armor)" (Режим робота: Краб) (Пол: Мужской) (Линия: Level 3 (爆擊)) (Стихия: Огонь (火) и Вода (水)) (Созвездие: Рак) (Диски (晶片): 3) (Партнер: Ринго (擎鋒) (Ringo) (Главный герой)) (Дебют: Серий 16)
- No.31 "Соник Фиш (音波鬥魚) (Sonic Fish)" (Режим робота: 2-х головая Дельфин) (Пол: Женский) (Линия: Level 3 (爆擊)) (Стихия: Вода (水) и Ветер (風)) (Созвездие: Рыбы) (Диски (晶片): 3) (Партнер: Принцесса Локин (洛晴公主) (Princess Lokin) (Союзник)) (Дебют: Серий 20)
- No.32 "Крэкинг Дрэгон (裂地崩龍) (Cracking Dragon)" (Режим робота: Дракон) (Пол: Мужской) (Линия: Level 3 (爆擊)) (Стихия: Земля (土)) (Созвездие: Дева) (Диски (晶片): 3) (Партнер: Грег (古磊) (Greg) (Злодей)) (Дебют: Серий 18)
- No.33 "Балки Каприкорн (巨岩摩羯) (Bulky Capricorn)" (Шутер Скричер) (Режим робота: Морской козёл) (Пол: Мужской) (Линия: Level 4 (爆發)) (Стихия: Земля (土)) (Созвездие: Козерог) (Диски (晶片): 3) (Партнер: Джун (天勁) (June) (Союзник)) (Дебют: Серий 8)
- No.34 "Тандерболт Монстр (霹靂巨靈) (Thunderbolt Monster)" (Шутер Скричер) (Режим робота: Воин вооруженный резервуаром для воды) (Пол: Мужской) (Линия: Level 4 (爆發)) (Стихия: Ветер (風)) (Созвездие: Водолей) (Диски (晶片): 3) (Партнер: Патрик (丁易) (Patrick) (Союзник)) (Дебют: Серий 13)
- No.35 "Итшейкер (撼地神牛) (Earthshaker)" (Шутер Скричер) (Режим робота: Бык) (Пол: Мужской) (Линия: Level 4 (爆發)) (Стихия: Земля (土)) (Созвездие: Телец) (Диски (晶片): 3) (Партнер: Филипп (狂曜) (Philip) (Союзник)) (Дебют: Серий 22)
- No.36 "Дарк Фэнтом (虛空魅影) (Dark Phantom)" (Хук Скричер) (Режим робота: Маска) (Пол: Мужской) (Линия: Level 5 (新強襲)) (Стихия: Тьмы (暗)) (Диски (晶片): 4) (Партнер: Грег (古磊) (Greg) (Злодей)) (Дебют: Серий 14)
- No.37 "Ориджинал Кинг (源始星神) (The Original King)" (2-в-1 Скричер) (Режим робота: Воин и Боевая станция) (Пол: Мужской) (Линия: Level 6 (激鬥)) (Стихия: Ветер (風) и Огонь (火) и Вода (水) и Земля (土)) (Диски (晶片): 4) (Партнер: Ксандер и Ринго (飛倫&擎鋒) (Xander & Ringo) (Главный герой)) (Дебют: Серий 25)
- Тадеуш (修羅冥皇) (Tadeus) (Финальный Босс) (Также появляется в Сезон 3) (Режим робота: Крылатый воин со змеиными руками) (Пол: Мужской) (Линия: Level 6 (激鬥)) (Стихия: Тьмы (暗)) (Созвездие: Змееносец) (Диски (晶片): 5) (Партнер: Рошан (羅煞) (Roshan) (Злодей) (Сезон 2 Серий 23–26) (Умирает в Сезон 3 Серий 52) → Хейдс (上官冥) (Hades) (Злодей) (Сезон 3 Серий 28–47) (Умирает в Сезон 3 Серий 52)) (Дебют: Сезон 2 Серий 23) (Умирает в Сезон 3 Серий 47) (Первоначально планировалось выпустить как игрушку, но в конечном итоге планы были отменены)

#### Сезон 3 (爆裂飛車3 獸神合體（星能覺醒2）) (2018 год (Часть 1 (Серий 1–26)), 2019 год (Часть 2 (Серий 27–52)))
- No.01 "Шедоу Винд (疾影風) (Shadow Wind)" (Дубльфлип Скричер) (Также появляется в Сезон 5) (Режим робота: Дракон) (Пол: Мужской) (Линия: Continuous Flip (合體連翻)) (Стихия: Ветер (風)) (Диски (晶片): 2) (Партнер: Ксандер (飛倫) (Xander) (Главный герой)) (Дебют: Серий 1) (Совместим с Роялис и Цербер)
- No.02 "Эндлесс Файр (無盡火) (Endless Fire)" (Дубльфлип Скричер) (Также появляется в Сезон 5) (Режим робота: Трицератопс) (Пол: Мужской) (Линия: Continuous Flip (合體連翻)) (Стихия: Огонь (火)) (Диски (晶片): 2) (Партнер: Ринго (擎鋒) (Ringo) (Главный герой)) (Дебют: Серий 3) (Совместим с Роялис и Цербер)
- No.03 "Тандерсторм (雷暴) (Thunderstorm)" (Дубльфлип Скричер) (Также появляется в Сезон 5) (Режим робота: Орл) (Пол: Мужской) (Линия: Continuous Flip (合體連翻)) (Стихия: Вода (水)) (Диски (晶片): 2) (Партнер: Гектор (何魁) (Hector) (Злодей)) (Дебют: Серий 1) (Совместим с Роялис и Цербер)
- No.04 "Джайнт Рок (巨岩) (Giant Rock)" (Дубльфлип Скричер) (Также появляется в Сезон 5) (Режим робота: Гаргулья) (Пол: Мужской) (Линия: Continuous Flip (合體連翻)) (Стихия: Земля (土)) (Диски (晶片): 2) (Партнер: Диафора (丁鶴) (Diaphor) (Злодей)) (Дебют: Серий 8) (Совместим с Роялис и Цербер)
- No.05 "Сэндсторм Тайд (沙暴流) (Sandstorm Tide) и ЛаВа (熔炎爆) (La.Va)" (Соединяемый Скричер) (Также появляется в Сезон 5) (Режим робота: Велоцираптор (Сэндсторм Тайд) и Тираннозавр (ЛаВа)) (Пол: Мужской) (Линия: Jogress Flip (合體奪晶)) (Стихия: Земля (土) (Сэндсторм Тайд) и Огонь (火) (ЛаВа)) (Диски (晶片): 3) (Партнер: Ринго (擎鋒) (Ringo) (Главный герой)) (Дебют: Серий 18) (Совместим с Фроузен Сноу, Фрэкчур, Шаркоид, и Вэйв)
- No.06 "Фроузен Сноу (冰封雪) (Frozen Snow)" (Соединяемый Скричер) (Режим робота: Снеговик) (Пол: Мужской) (Линия: Jogress Flip (合體奪晶)) (Стихия: Вода (水)) (Диски (晶片): 2) (Партнер: Уилбур (周皓) (Wilbur) (Союзник)) (Дебют: Серий 1) (Совместим с Сэндсторм Тайд, ЛаВа, Фрэкчур, Шаркоид, и Вэйв)
- No.07 "Фрэкчур (裂地炎) (Fracture)" (Соединяемый Скричер) (Режим робота: Минотавр) (Пол: Мужской) (Линия: Jogress Flip (合體奪晶)) (Стихия: Огонь (火)) (Диски (晶片): 2) (Партнер: Уилбур (周皓) (Wilbur) (Союзник)) (Дебют: Серий 1) (Совместим с Сэндсторм Тайд, ЛаВа, Фроузен Сноу, Шаркоид, и Вэйв)
- No.08 "Шаркоид (覆海鯊) (Sharkoid)" (Соединяемый Скричер) (Режим робота: Акул) (Пол: Мужской) (Линия: Jogress Flip (合體奪晶)) (Стихия: Вода (水)) (Диски (晶片): 2) (Партнер: Зои (周柯) (Zoe) (дочь Уилбур) (Союзник)) (Дебют: Серий 2) (Совместим с Сэндсторм Тайд, ЛаВа, Фроузен Сноу, Фрэкчур, и Вэйв)
- No.09 "Вэйв (濤天海) (Wave)" (Соединяемый Скричер) (Режим робота: Летучие рыб) (Пол: Мужской) (Линия: Jogress Flip (合體奪晶)) (Стихия: Вода (水)) (Диски (晶片): 2) (Партнер: Зои (周柯) (Zoe) (дочь Уилбур) (Союзник)) (Дебют: Серий 2) (Совместим с Сэндсторм Тайд, ЛаВа, Фроузен Сноу, Фрэкчур, и Шаркоид)
- No.10 "Роялис (御星神) (Royalis)" (2-в-1 Скричер) (Также появляется в Сезоны 4–5) (Режим робота: Рыцарь и Пегас) (Пол: Мужской) (Линия: Jetting Flip (合體彈射)) (Стихия: Ветер (風)) (Диски (晶片): 3) (Партнер: Ксандер (飛倫) (Xander) (Главный герой)) (Дебют: Серий 16) (Совместим с Шедоу Винд, Эндлесс Файр, Тандерсторм, Джайнт Рок, и Цербер)
- No.11 "Цербер (煉獄) (Cerberus)" (2-в-1 Скричер) (Также появляется в Сезон 5) (Режим робота: Адская гончая и Орфр) (Пол: Мужской) (Линия: Jetting Flip (合體彈射)) (Стихия: Огонь (火)) (Диски (晶片): 3) (Партнер: Панса (潘薩) (Pansa) (Злодей) (Серий 14–49) (Умирает в Серий 49) → Ксандер (飛倫) (Xander) (Главный герой) (Серий 50–52)) (Дебют: Серий 14) (Совместим с Шедоу Винд, Эндлесс Файр, Тандерсторм, Джайнт Рок, и Роялис)
- No.12 "Гроул (咆哮) (Growl)" (Соединяемый Скричер) (Режим робота: 2-х головая Дракон) (Пол: Мужской) (Линия: Deluxe Jogress Flip (合體連擊)) (Стихия: Ветер (風)) (Диски (晶片): 2) (Партнер: Цион (左融) (Zion) (Союзник)) (Дебют: Серий 27) (Совместим с Харвест и ТаБу)
- No.13 "Харвест (收割) (Harvest)" (Соединяемый Скричер) (Режим робота: 2-х головая Носорог) (Пол: Мужской) (Линия: Deluxe Jogress Flip (合體連擊)) (Стихия: Вода (水)) (Диски (晶片): 2) (Партнер: Зонада (張昭) (Zonada) (Злодей (Серий 11–29) → Союзник (Серий 30–52))) (Дебют: Серий 12) (Совместим с Гроул и ТаБу)
- No.14 "ТаБу (禁斷) (Ta.Boo)" (Соединяемый Скричер) (Также появляется в Сезоны 4–5) (Режим робота: 2-х головая Змеи) (Пол: Мужской) (Линия: Deluxe Jogress Flip (合體連擊)) (Стихия: Земля (土)) (Диски (晶片): 2) (Партнер: Йента (葉嵐) (Yenta) (сестра Диафора) (Союзник)) (Дебют: Серий 5) (Совместим с Гроул и Харвест)
- No.15 "Хантер (獵天魄) (Hunter)" (Дрифт Скричер) (Режим робота: Китайский дракон) (Пол: Мужской) (Линия: Annihilation (掃蕩)) (Стихия: Тьмы (暗) (Серийы 24–50) → Свет (光) (Серийы 51–52)) (Диски (晶片): 4) (Партнер: Рошан (羅煞) (Roshan) (Злодей) (Серий 24–50) (Умирает в Серий 52) → Ксандер (飛倫) (Xander) (Главный герой) (Серий 51–52)) (Дебют: Серий 24)
- No.16 "Димеор (帝隕) (Dimeor)" (Дрифт Скричер) (Финальный Босс) (Режим робота: Кальмар) (Пол: Мужской) (Линия: Annihilation (掃蕩)) (Стихия: Тьмы (暗)) (Диски (晶片): 4) (Партнер: Рошан (羅煞) (Roshan) (Злодей) (Умирает в Серий 52)) (Дебют: Серий 48) (Умирает в Серий 52)
- Шок (震盪) (Shock) (Режим робота: 2-х головая Виверна) (Пол: Мужской) (Стихия: Ветер (風)) (Диски (晶片): 2) (Партнер: Ганнер (甘寧) (Gunner) (брат Цион) (Союзник)) (Дебют: Серий 27) (В качестве игрушки никогда не выпускался)
- Эмбер (餘燼) (Ember) (Режим робота: Смилодон) (Пол: Мужской) (Стихия: Огонь (火)) (Диски (晶片): 1) (Партнер: Хатсон (虎霖) (Hudson) (Злодей)) (Дебют: Серий 27) (В качестве игрушки никогда не выпускался)
- Арес (野皮) (Ares) (Режим робота: Медвежь) (Пол: Мужской) (Стихия: Земля (土)) (Диски (晶片): 1) (Партнер: Хьюсо (胡朔) (Huso) (Союзник)) (Дебют: Серий 33) (В качестве игрушки никогда не выпускался)

#### Сезон 4 (爆裂飛車4 獸神出擊) (2021 год)
- B-1 "Эйрстрайк Игл (破空長鷹) (Airstrike Eagle)" (Режим робота: Орл) (Пол: Мужской) (Линия: Level 1 (疾速彈射)) (Тип: Скорость (敏)) (Цвет Диска: Синий) (Диски (晶片): 1) (Партнер: Ксандер (飛倫) (Xander) (Главный герой)) (Дебют: Серий 1)
- B-2 "Хелфайр Тайгер (烈獄炎虎) (Hellfire Tiger)" (Режим робота: Тигр) (Пол: Мужской) (Линия: Level 1 (疾速彈射)) (Тип: Сила (力)) (Цвет Диска: Красный) (Диски (晶片): 1) (Партнер: Ринго (擎鋒) (Ringo) (Главный герой)) (Дебют: Серий 1)
- B-3 "Девауринг Пантер (噬烏豹) (Devouring Panther)" (Также появляется в Сезон 5) (Режим робота: Пантер) (Пол: Мужской) (Линия: Level 1 (疾速彈射)) (Тип: Скорость (敏)) (Цвет Диска: Чёрный) (Диски (晶片): 1) (Партнер: Раф (黑伏) (Ralf) (Злодей (Серий 1–15) → Союзник (Серий 16–26))) (Дебют: Серий 1)
- B-4 "Веном Лизард (毒紋蜥) (Venom Lizard)" (Также появляется в Сезон 5) (Режим робота: Ящериц) (Пол: Мужской) (Линия: Level 1 (疾速彈射)) (Тип: Скорость (敏)) (Цвет Диска: Чёрный) (Диски (晶片): 1) (Партнер: Мани (曼依) (Mani) (Злодей (Серий 5–15) → Союзник (Серий 16–26))) (Дебют: Серий 5)
- C-1 "Айрон Эйп (磁甲猩) (Iron Ape)" (Также появляется в Сезон 5) (Режим робота: Горилла) (Пол: Мужской) (Линия: Level 2 (猛獸覺醒)) (Тип: Стратег (技)) (Цвет Диска: Оранжевый) (Диски (晶片): 1) (Партнер: Доктор Холмс (莊東博士) (Dr. Holmes) (Союзник)) (Дебют: Серий 5)
- C-2 "Санблейз Стаг (晴陽鹿) (Sunblaze Stag)" (Также появляется в Сезон 5) (Режим робота: Оленев) (Пол: Женский) (Линия: Level 2 (猛獸覺醒)) (Тип: Стратег (技)) (Цвет Диска: Оранжевый) (Диски (晶片): 1) (Партнер: Яши (亞希) (Yashi) (Союзник)) (Дебют: Серий 2)
- C-3 "Айс Беар (凌波熊) (Icestorm Bear)" (Также появляется в Сезон 5) (Режим робота: Медвежь) (Пол: Мужской) (Линия: Level 2 (猛獸覺醒)) (Тип: Сила (力)) (Цвет Диска: Синий) (Диски (晶片): 1) (Партнер: Джента (清牙) (Jenta) (Союзник)) (Дебют: Серий 10)
- D-1 "Лайтнинг Игл (閃電神鵰) (Lightning Eagle)" (Также появляется в Сезон 5) (Режим робота: Орёл) (Пол: Мужской) (Линия: Level 3 (彈射恐龍)) (Тип: Скорость (敏)) (Цвет Диска: Синий) (Диски (晶片): 1) (Минискричер (恐龍戰車) (Dinonaut): Додо (叨叨) (Dodo) (Режим робота: Трицератопс) (Дебют: Серий 14)) (Партнер: Ксандер (飛倫) (Xander) (Главный герой)) (Дебют: Серий 6)
  - U-1 "Лайтнинг Игл S (閃電神鵰S) (Lightning Eagle S)" (Улучшенная форма Лайтнинг Игл) (Дубльфлип Скричер) (Режим робота: Орёл) (Пол: Мужской) (Линия: Level 4 (二次空翻)) (Тип: Скорость (敏)) (Цвет Диска: Синий) (Диски (晶片): 1) (Минискричер (恐龍戰車) (Dinonaut): Додо (叨叨) (Dodo) (Режим робота: Трицератопс) (Дебют: Серий 14)) (Партнер: Ксандер (飛倫) (Xander) (Главный герой)) (Дебют: Серий 25)
- D-2 "Вайлдфаер Лайн (狂火雄獅) (Wildfire Lion)" (Режим робота: Лев) (Пол: Мужской) (Линия: Level 3 (彈射恐龍)) (Тип: Скорость (敏)) (Цвет Диска: Красный) (Диски (晶片): 1) (Минискричер (恐龍戰車) (Dinonaut): Вулкан (赤火) (Vulcan) (Режим робота: Тираннозавр) (Дебют: Серий 14)) (Партнер: Ринго (擎鋒) (Ringo) (Главный герой)) (Дебют: Серий 9)
  - U-2 "Вайлдфаер Лайн S (狂火雄獅S) (Wildfire Lion S)" (Улучшенная форма Вайлдфаер Лайн) (Дубльфлип Скричер) (Режим робота: Смилодон) (Пол: Мужской) (Линия: Level 4 (二次空翻)) (Тип: Скорость (敏)) (Цвет Диска: Красный) (Диски (晶片): 1) (Минискричер (恐龍戰車) (Dinonaut): Вулкан (赤火) (Vulcan) (Режим робота: Тираннозавр) (Дебют: Серий 14)) (Партнер: Ринго (擎鋒) (Ringo) (Главный герой)) (Дебют: Серий 25)
- D-3 "Лайтнинг Райно (雷霆光犀) (Lightning Rhino)" (Также появляется в Сезон 5) (Режим робота: Носорог) (Пол: Мужской) (Линия: Level 3 (彈射恐龍)) (Тип: Сила (力)) (Цвет Диска: Оранжевый) (Диски (晶片): 1) (Минискричер (恐龍戰車) (Dinonaut): Флинт (小飛) (Flint) (Также появляется в Сезон 5) (Режим робота: Птеродактиль) (Дебют: Серий 14)) (Партнер: Арло (亞洛) (Arlo) (брат Яши) (Злодей (Серий 3–10) → Союзник (Серий 11–26))) (Дебют: Серий 3)
- D-4 "Ерсквейк Мамонт (震地猛獁) (Earthquake Mammoth)" (Режим робота: Мамонт) (Пол: Мужской) (Линия: Level 3 (彈射恐龍)) (Тип: Сила (力)) (Цвет Диска: Красный) (Диски (晶片): 1) (Минискричер (恐龍戰車) (Dinonaut): Рая (雅雅) (Raya) (Режим робота: Стегозавр) (Дебют: Серий 14)) (Партнер: Джансен (展森) (Jansen) (Союзник) (Умирает в Серий 21)) (Дебют: Серий 1) (Умирает в Серий 21)
- X-3 "Голден Дрэгон (傲天神龍) (Golden Dragon) и Роял Химера (御瑞貔貅) (Royal Chimera) и Спирит Кирин (祥聖麒麟) (Spirit Kirin)" (Соединенный Скричер) (Режим робота: Китайский дракон (Голден Дрэгон) и Писю (Роял Химера) и Цилинь (Спирит Кирин)) (Пол: Мужской) (Линия: Special) (Тип: Скорость (敏) (Роял Химера) и Сила (力) (Спирит Кирин)) (Цвет Диска: Золотой (Голден Дрэгон) и Синий (Роял Химера) и Красный (Спирит Кирин)) (Диски (晶片): 4) (Партнер: Ксандер и Ринго (飛倫&擎鋒) (Xander & Ringo) (Главный герой)) (Дебют: Серий 16 (Роял Химера и Спирит Кирин), Серий 17 (Голден Дрэгон))
- X-10 "Даркбласт Дрэгон (冥暴龍王) (Darkblast Dragon)" (Также появляется в Сезон 5) (Режим робота: Дракон) (Пол: Мужской) (Линия: Special) (Тип: Сила (力)) (Цвет Диска: Фиолетовый) (Диски (晶片): 1) (Минискричер (恐龍戰車) (Dinonaut): Шоло (修羅) (Sholo) (Режим робота: Шамозавр) (Дебют: Серий 11)) (Партнер: Абаддон (赤魔) (Abaddon) (Финальный Босс) (Злодей) (Серий 14–24) (Умирает в Серий 26) → Ксандер и Ринго (飛倫&擎鋒) (Xander & Ringo) (Главный герой) (Серий 25–26)) (Дебют: Серий 14)
- Лотус Пэррот (蓮心鸚鵡) (Lotus Parrot) (Режим робота: Попугаем) (Пол: Женский) (Тип: Стратег (技)) (Цвет Диска: Оранжевый) (Диски (晶片): 1) (Партнер: Ландо (鈴當) (Lando) (Союзник)) (Дебют: Серий 12) (В качестве игрушки никогда не выпускался)
- Арморд Страйкер (斷滅狂甲) (Armored Striker) (Режим робота: Жук-олень) (Пол: Мужской) (Линия: Level 3 (彈射恐龍)) (Цвет Диска: Чёрный) (Диски (晶片): 1) (Минискричер (恐龍戰車) (Dinonaut): Шоло (修羅) (Sholo) (Режим робота: Шамозавр) (Дебют: Серий 11)) (Партнер: Сентро (錢濤) (Centro) (Злодей (Серий 11–15) → Союзник (Серий 16–26))) (Дебют: Серий 13) (В качестве игрушки никогда не выпускался)

#### Сезон 5 (爆裂飛車5 晶碼迷蹤) (2024 год (Часть 1 (Серий 1–30)), 2025 год (Часть 2 (Серий 31–60)))
- No.01 "Геллер (赤凌風) (Galer)" (Режим робота: Воин в доспехах Орёл) (Пол: Мужской) (Линия: Blast Charge (爆能射擊)) (Стихия: Ветер (風)) (Цвет Диска: Синий) (Диски (晶片): 3) (Лончер: Скричер-Бластер (爆能發射器) (Screecher Blaster)) (Партнер: Ксандер (飛倫) (Xander) (Главный герой)) (Дебют: Серий 1)
  - Геллер S (赤凌風S) (Galer S) (Улучшенная форма Геллер) (Режим робота: Воин в доспехах Орёл) (Пол: Мужской) (Стихия: Ветер (風)) (Цвет Диска: Синий) (Диски (晶片): 3) (Лончер: Скричер-Бластер (爆能發射器) (Screecher Blaster)) (Партнер: Ксандер (飛倫) (Xander) (Главный герой)) (Дебют: Серий 30)
- No.02 "Хэллшторм (焰魄) (Hellstorm)" (Режим робота: Воин в доспехах Тигр) (Пол: Мужской) (Линия: Blast Charge (爆能射擊)) (Стихия: Огонь (火)) (Цвет Диска: Красный) (Диски (晶片): 3) (Лончер: Скричер-Бластер (爆能發射器) (Screecher Blaster)) (Партнер: Ринго (擎鋒) (Ringo) (Главный герой)) (Дебют: Серий 1)
  - Хэллшторм S (焰魄S) (Hellstorm S) (Улучшенная форма Хэллшторм) (Режим робота: Воин в доспехах Тигр) (Пол: Мужской) (Стихия: Огонь (火)) (Цвет Диска: Красный) (Диски (晶片): 3) (Лончер: Скричер-Бластер (爆能發射器) (Screecher Blaster)) (Партнер: Ринго (擎鋒) (Ringo) (Главный герой)) (Дебют: Серий 30)
- No.03 "Стар Вингс (白夜) (Star Wings)" (Режим робота: Аликорн) (Пол: Женский) (Линия: Blast Charge (爆能射擊)) (Стихия: Свет (光)) (Цвет Диска: Циановый) (Диски (晶片): 3) (Лончер: Скричер-Бластер (爆能發射器) (Screecher Blaster)) (Партнер: Зора (凌一) (Zora) (Союзник)) (Дебют: Серий 1)
- No.04 "Солент (極晝) (Solent)" (Режим робота: Шакал) (Пол: Мужской) (Линия: Blast Charge (爆能射擊)) (Стихия: Земля (土)) (Цвет Диска: Золотой) (Диски (晶片): 3) (Лончер: Скричер-Бластер (爆能發射器) (Screecher Blaster)) (Партнер: Сэм (風臨) (Sam) (Злодей (Серий 8–26) → Союзник (Серий 27–60))) (Дебют: Серий 8)
- No.05 "Соник Блейд (超音刀) (Sonic Blade)" (Режим робота: Богомол) (Пол: Мужской) (Линия: Blast Charge (爆能射擊)) (Стихия: Ветер (風)) (Цвет Диска: Зелёный) (Диски (晶片): 3) (Лончер: Скричер-Бластер (爆能發射器) (Screecher Blaster)) (Партнер: Дамо (金榮) (Damo) (Злодей)) (Дебют: Серий 1)
- No.06 "Гриффон (空翼) (Griffin)" (Режим робота: Грифон) (Пол: Мужской) (Линия: Blast Matrix (電光爆擊)) (Стихия: Гром (雷)) (Цвет Диска: Синий) (Диски (晶片): 5) (Лончер: Скричер-Бластер (爆能發射器) (Screecher Blaster)) (Партнер: Ксандер (飛倫) (Xander) (Главный герой)) (Дебют: Серий 17) (Умирает в Серий 26)
- No.07 "Фаермэйн (颶刃) (Firemane)" (Режим робота: Тигр) (Пол: Мужской) (Линия: Blast Matrix (電光爆擊)) (Стихия: Земля (土)) (Цвет Диска: Красный) (Диски (晶片): 5) (Лончер: Скричер-Бластер (爆能發射器) (Screecher Blaster)) (Партнер: Ринго (擎鋒) (Ringo) (Главный герой)) (Дебют: Серий 17) (Умирает в Серий 26)
- No.08 "Дарккло (星煞) (Darkclaw)" (Режим робота: Скорпион) (Пол: Мужской) (Линия: Blast Matrix (電光爆擊)) (Стихия: Тьмы (暗)) (Цвет Диска: Фиолетовый) (Диски (晶片): 5) (Лончер: Скричер-Бластер (爆能發射器) (Screecher Blaster)) (Партнер: Шан (希薩) (Sian) (Злодей)) (Дебют: Серий 9)
- No.11 "Сангвинити (血蝠) (Sanguinity)" (Перекраска Сторм Найт) (Режим робота: Воин) (Пол: Мужской) (Линия: Rapid Flip (極速發射)) (Стихия: Тьмы (暗)) (Цвет Диска: Красный) (Диски (晶片): 1) (Лончер: Скричер-Лончер (手柄發射器) (Screecher Launcher) (Только игрушечная версия)) (Партнер: Статис (唐周) (Stathis) (брат Дамо) (Злодей)) (Дебют: Серий 12)
- No.12 "Мобилус (冰魄) (Mobilus)" (Перекраска Спиралинг Хантер) (Режим робота: Воин) (Пол: Мужской) (Линия: Rapid Flip (極速發射)) (Стихия: Вода (水)) (Цвет Диска: Циановый) (Диски (晶片): 1) (Лончер: Скричер-Лончер (手柄發射器) (Screecher Launcher) (Только игрушечная версия)) (Партнер: Анджела (洋洋) (Angela) (Союзник)) (Дебют: Серий 11)
- No.13 "Мун Вульф (玄冥) (Moon Wolf)" (Перекраска Роки Вульф) (Режим робота: Волк) (Пол: Мужской) (Линия: Rapid Flip (極速發射)) (Стихия: Гром (雷)) (Цвет Диска: Фиолетовый) (Диски (晶片): 1) (Лончер: Скричер-Лончер (手柄發射器) (Screecher Launcher) (Только игрушечная версия)) (Партнер: Лерой (秦小川) (Leroy) (Союзник)) (Дебют: Серий 2)
- No.14 "Сан Хэллхаунд (幻日輪) (Sun Hellhound)" (Перекраска Крэйзи Феникс) (Режим робота: Феникс) (Пол: Мужской) (Линия: Rapid Flip (極速發射)) (Стихия: Свет (光)) (Цвет Диска: Синий) (Диски (晶片): 1) (Лончер: Скричер-Лончер (手柄發射器) (Screecher Launcher) (Только игрушечная версия)) (Партнер: Блюи (藍爍) (Bluey) (Союзник)) (Дебют: Серий 13)
- No.15 "Робот Хэллшторм (二虎) (A.I. Hellstorm)" (Враг скричер массового производства) (Режим робота: Воин в доспехах Тигр) (Линия: Robot Morph (酷變手動)) (Диски и Лончер не нужен) (Дебют: Серий 20)
- No.16 "Робот Геллер (鷹大) (A.I. Galer)" (Враг скричер массового производства) (Режим робота: Воин в доспехах Орёл) (Линия: Robot Morph (酷變手動)) (Диски и Лончер не нужен) (Дебют: Серий 20)
- No.17 "Робот Дарккло (蠍四) (A.I. Darkclaw)" (Враг скричер массового производства) (Режим робота: Воин в доспехах Скорпион) (Линия: Robot Morph (酷變手動)) (Диски и Лончер не нужен) (Дебют: Серий 20)
- No.18 "Робот Стар Вингс (馬三) (A.I. Star Wings)" (Враг скричер массового производства) (Режим робота: Воин в доспехах Аликорн) (Линия: Robot Morph (酷變手動)) (Диски и Лончер не нужен) (Дебют: Серий 20)

## Популярность и награды
- В начале 2020 года бренд стал лауреатом премии «Золотой медвежонок 2019» (Россия) в номинации «Бренд года» (2 место)[4].